# Witelarium
Witelarium – obszar owarioli owadów, w którym znajdują się szeregowo ułożone, stopniowo wzrastające pęcherzyki jajnikowe.